# 尼爾斯平原
尼爾斯平原（英語：Nils Plain），是南極洲的平原，位於毛德皇后地的瑪塔公主海岸，處於斯維爾德魯普山脈的羅爾山以北，長46公里，現時由南極條約體系管理。